# Dipolog

Dipolog je grad koji se nalazi u provinciji Zamboanga del Norte i glavni grad je istoimene provincije, na južnom dijelu Filipina.
Prema popisima iz 2010. godine, grad ima 120460 stanovnika.